# Claude Rostand
Claude Rostand (* 3. Dezember 1912 in Paris; † 9. Oktober 1970 in Villejuif) war ein französischer Musikwissenschaftler, Musikhistoriker, Musikkritiker und Rundfunkmitarbeiter.

## Leben und Werk
Claude Rostand studierte an der Sorbonne Jura und schloss mit dem Dr. jur. ab. Privat bildete er sich in Musiktheorie und Musikgeschichte am Pariser Konservatorium bei Jacques Février, Norbert Dufourcq, Édouard Mignan und Marc Vaubourgoin weiter.
Rostand wirkte als Mitarbeiter der Radiodiffusion française (später ORTF). Er war zudem Vorsitzender der Jeunesses Musicales de France. Ab 1957 war er Vorstandsmitglied der Internationalen Gesellschaft für Neue Musik. Seit 1961 Musikkritiker beim Figaro littéraire, spezialisierte er sich dort auf das Klavierspiel; mit dem ungarisch-schweizerischen Pianisten Géza Anda verband ihn eine langjährige Freundschaft.
Claude Rostand schrieb unter anderem L’oeuvre de Gabriel Fauré (1946, deutsch Lindau 1950), Richard Strauss (1947), Entretiens avec Darius Milhaud (1949, deutsch Hamburg 1954), Entretiens avec Francis Poulenc (1950), Les chefs d’oeuvre du piano (1950), Les chefs d’oeuvre de la musique de chambre (1952), Brahms (zwei Bände, 1954/1955) und Olivier Messiaen (1957).